# Gustav Rose
Pour les articles homonymes, voir Rose.
Gustav Rose, né le 18 mars 1798 à Berlin et mort le 15 juillet 1873 à Berlin, est un minéralogiste allemand. Il est le frère du minéralogiste Heinrich Rose, le fils du pharmacologue Valentin Rose (en) et le père du chirurgien Edmund Rose et du philologue classique Valentin Rose (en).
Le minéral rosélite a été nommé en son honneur par le Français Armand Lévy.

## Biographie
Son père meurt en 1807 et il est élevé par sa mère. Après le congrès de Vienne, il décide de devenir mineur mais doit abandonner cette idée à cause de problèmes de santé. Il se tourne alors vers les sciences naturelles.
Il suit des études de minéralogie à l'université de Berlin (l'actuelle Université Humboldt de Berlin), où il est un étudiant de Christian Samuel Weiss. En 1821, il part à Stockholm afin d'apprendre les méthodes d'analyse des minéraux avec Jöns Jacob Berzelius. Il y rencontre Eilhard Mitscherlich, avec lequel il se lie d'amitié et qu'il assiste dans ses travaux sur l'isomorphisme. En 1822, il devient conservateur de la collection de minéraux de l'université de Breslau. En 1826, il succède à Weiss en tant que professeur de minéralogie à l'université de Berlin, où, à partir de 1856, il dirige aussi le musée de Minéralogie (l'actuel musée d'histoire naturelle de Berlin). De 1863 à sa mort, il est président de la Deutsche Geologische Gesellschaft.
En compagnie de Christian Gottfried Ehrenberg et Alexander von Humboldt, il participa en 1829 à une expédition à travers la Russie impériale, où il entreprit des recherches minéralogiques dans l'Altaï et l'Oural, ainsi que dans la région de la mer Caspienne. D'autres expéditions suivirent, accompagné par Eilhard Mitscherlich, afin d'étudier les volcans d'Italie, les îles Éoliennes et les volcans éteints du sud de la France.
Il compte parmi ses élèves Carl Rammelsberg, Gerhard vom Rath, Paul Heinrich von Groth, Ferdinand von Richthofen et Martin Websky (de), qui lui succède en 1874 au poste de professeur de minéralogie.
Sa tombe se trouve au cimetière Sainte-Marie et Saint-Nicolas I dans le quartier berlinois de Prenzlauer Berg.

## Travaux
Gustav Rose a apporté d'importantes contributions dans les domaines de la pétrographie et de la cristallographie. Avec environ 125 publications, il s'est intéressé à tous les aspects de la minéralogie de son époque.
Il est le premier à avoir utilisé le goniomètre à réflexion en Allemagne, ce qui lui a permis de découvrir de nouveaux minéraux, dont la pérovskite, et d'étudier l'isomorphisme des cristaux. Il a travaillé, entre autres, sur le quartz, les feldspaths, le granite, ainsi que les composants minéralogiques de certaines roches magmatiques. Il s'est particulièrement intéressé aux relations entre forme cristalline et propriétés physiques des minéraux, par exemple dans le cas des tourmalines, et a établi une classification des minéraux basée sur leur chimie, isomorphisme et morphologie.
Ses études sur les météorites de la collection du musée de Berlin l'ont amené, avec Gustav Tschermak von Seysenegg et Aristides Brezina (en), à développer un système de classification des météorites, la classification Rose-Tschermak-Brezina, qui est encore utilisée aujourd'hui. Il nomma « chondres » les granules de silicate dans les météorites et « chondrites » les météorites qui en contiennent, ainsi que les « chondrites carbonées » qui forment un sous-groupe des chondrites. Il divisa les sidérolithes en pallasites et mésosidérites, et nomma les météorites howardite et eucrite,.

## Œuvres
- Elemente der Krystallographie, Berlin, E.S. Mittler, 1833 (lire en ligne)
- Mineralogisch-geognostische Reise nach dem Ural, dem Altai und dem Kaspischen Meere, Berlin, 1837-1842 (deux volumes)
- Über das Krystallisationssystem des Quarzes, Berlin, 1846
- Das krystallo-chemische Mineralsystem, Leipzig, W. Engelmann, 1852 (lire en ligne)
- Über die heteromorphen Zustände der kohlensauren Kalkerde, Berlin, 1856-59 (deux volumes)
- Beschreibung und Einteilung der Meteoriten auf Grund der Sammlung im Mineralogischen Museum zu Berlin, 1864